# Chasmia maculata
Chasmia maculata är en tvåvingeart som beskrevs av Burger 1995. Chasmia maculata ingår i släktet Chasmia och familjen bromsar.
Artens utbredningsområde är Nya Kaledonien. Inga underarter finns listade i Catalogue of Life.